# レオ・ラクロワ
レオ・ラクロワ（Léo Lacroix、1992年2月27日 - ）はスイスのサッカー選手。ポジションはDF。ウェスタン・ユナイテッドFC所属。
ブラジルにルーツをもつ。

## 経歴

### クラブ
2016年8月31日、ACミランが関心を示していたものの 、リーグ・アンのASサンテティエンヌに移籍。
2021年9月、ウェスタン・ユナイテッドFCに移籍。

### 代表
2016年10月、2018 FIFAワールドカップ・ヨーロッパ予選のアンドラ戦でスイス代表初召集。2018年11月14日のカタール戦でデビューを果たした。